# Línea 510c (Santiago de Chile)
La Línea 510c de Transantiago unía la Caletera Vespucio de Pudahuel Sur con el Metro Pajaritos de Lo Prado, recorriendo toda la Avenida Teniente Cruz y a través de la Avenida General Bonilla. Fue la variante del 510 regular.
Era un servicio Corto -  Unidireccional, es decir, sus buses solo iban al Metro Pajaritos 
La 510c era uno de los recorridos principales del sector poniente de Pudahuel Sur, así como también de acceso a la Avenida La Estrella y el centro cívico de la comuna de Lo Prado, acercándolos en su paso, también al Metro Barrancas y a través del Metro Pajaritos.
Formaba parte de la Unidad 5 del Transantiago, operada por Metbus, correspondiéndole el color turquesa a sus buses.

## Flota
El servicio 510c era operado principalmente con máquinas de 12 metros, con chasís Mercedes Benz O500U carrozadas por Caio Induscar (Mondego H), los cuales tienen capacidad de 90 personas.

## Historia
La línea 510c fue concebida como una de las principales rutas del plan original de Transantiago, era un servicio creado el 1 de julio de 2012, el cual era un recorrido Corto -  Unidireccional, es decir, que sus buses solo iban hacia el Metro Pajaritos.
El 14 de enero de 2017 este recorrido fue eliminado, para abastecer de más buses al recorrido 516.

## Trazado

### 510c Pudahuel Sur - Metro Pajaritos (eliminado)
| - Comuna de Maipú - Caletera Vespucio - Marta Ossa Ruiz - Comuna de Pudahuel - Av. La Estrella - Av. La Travesía - Av. Teniente Cruz - Comuna de Lo Prado - Av. General Bonilla | No poseía dicho servicio de vuelta |

## Puntos de Interés
- Boston College Longitudinal
- Metro Barrancas
- Talleres de Metro Neptuno
- Metro Pajaritos

- Datos: Q17620911